# 付値環
抽象代数学において、付値環（ふちかん、英: valuation ring）とは、整域 D であって、その分数体 F のすべての元 x に対して、x か x −1 の少なくとも一方が D に属するようなものである。
体 F が与えられたとき、D が F の部分環であって、F のすべての 0 でない元 x に対して x か x −1 が D に属しているとき、D を 体 F の付値環（a valuation ring for the field F）または座 (place of F) という。この場合 F は確かに D の分数体であるので、体の付値環は付値環である。体 F の付値環を特徴づける別の方法は、F の付値環 D は F をその分数体としてもち、そのイデアルは包含関係で全順序づけられている、あるいは同じことだが、その単項イデアルが包含関係で全順序付けられていることである。とくに、すべての付値環は局所環である。
体の付値環は支配（dominance）あるいは細分（refinement）によって順序を入れた体の局所部分環の集合の極大元である、ただし 
{\displaystyle A\supset B} かつ {\displaystyle {\mathfrak {m}}_{A}\cap B={\mathfrak {m}}_{B}} ならば、{\displaystyle (A,{\mathfrak {m}}_{A})} は {\displaystyle (B,{\mathfrak {m}}_{B})} を支配する。
体 K のすべての局所環は K のある付値環によって支配される。
任意の素イデアルにおける局所化が付値環であるような整域はプリューファー整域と呼ばれる。

## 例
- 任意の体は付値環である。

- 有理整数環 Z の素イデアル (p) における局所化 Z(p)。これは分子が任意の整数で分母が p で割り切れないような整数であるような有理数からなる。分数体は有理数体 Q である。

- マクローリン級数（0 におけるテイラー級数展開）をもつ、全複素平面上の有理型関数の環は、付値環である。分数体は平面全体で有理型な関数である。f がマクローリン級数をもたなければ 1/f がもつ。

- 任意に与えられた素数 p に対して、p-進整数環 Zp は、p-進数 Qp を分数体としてもつ局所環である。p-進整数環の整閉包 Zpcl はまた局所環であり、その分数体は Qpcl（p-進数体の代数的閉包）である。 Zp と Zpcl はともに付値環である。

- k を順序体とする。k の元は、2つの整数の間にある n<x<m とき、有限である（finite）という。そうでないときは無限大である（infinite）という。k の有限な元全体の集合 D は付値環である。x ∈ D かつ x−1∉D であるような元 x 全体の集合は無限小である元全体の集合である。x∉D かつ x−1∈D であるような元 x は無限大である（infinite）という。

- 超実数体 *R（これは実数を含む順序体である）の有限超実数からなる部分環 F は *R の付値環である。F は普通の実数から無限小異なるすべての超実数（これはある普通の整数 n に対して −n < x < n であるような超実数 x と言っても同じである）からなる。有限超実数を無限小超実数のイデアルで割った剰余体は実数体と同型である。

## 定義
付値環のいくつかの同値な定義が存在する（dominance の言葉での特徴づけは下記参照）。環 D とその分数体 K について、以下は同値である。
1. K のすべての 0 でない元 x に対して、x ∈ D あるいは x−1 ∈ D。
2. D のイデアルは包含関係で全順序が入る。
3. D の単項イデアルは包含関係で全順序が入る（すなわち D の元は整除可能性（英語版）によって全順序が入る）。
4. （値群（value group）と呼ばれる）全順序アーベル群 Γ と（付値（valuation）と呼ばれる）全射群準同型 ν:K× → Γ with D = { x in K× : ν(x) ≥ 0 } ∪ {0} が存在する。

はじめの3つの定義の同値性は容易にわかる。(Krull 1939) の定理によるとはじめの3つの条件を満たす任意の環は4つ目も満たす。Γ を K の単数群の D の単数群による商 K×/D× とし、ν を自然な射影とする。D の元の剰余類を "正"（positive）とすることによって Γ を全順序群にすることができる。
さらに一般的に、任意の全順序アーベル群 Γ が与えられたとき、値群 Γ をもつ付値環 D が存在する（下のセクションを見よ）。
付値環のイデアル全体は全順序集合をなすという事実から、付値環は局所整域であり、付値環のすべての有限生成イデアルは単項である（すなわち付値環はベズー整域である）と結論できる。実は次のことがクルルによる定理である。整域が付値環であることと局所ベズー整域であることは同値である。またこのことから付値環がネーター的であることと単項イデアル整域であることが同値であることがしたがう。この場合、それは体であるかまたはちょうど1つの 0 でない極大イデアルをもつ。そのような付値環は離散付値環と呼ばれる。（慣習によって、体は離散付値環ではない。）
値群は整数のなす加法群と同型であるときに離散的（discrete）と呼ばれる。そして、付値環が離散的な値群をもつことと離散付値環であることは同値である。
ごくまれに、付値環（valuation ring）は2つ目か3つ目の条件を満たすが必ずしも整域でないような環を指すことがある。このタイプの環に対するより一般的な用語は "単列環"である。

## 構成
与えられた全順序アーベル群 Γ と剰余体 k に対し、K = k((Γ)) をベキが Γ から来る形式的ベキ級数環と定義する。つまり、K の元は、各関数の台（関数の値が k の 0 でないような Γ の元全体）が G の整列部分集合であるような、Γ から k への関数である。加法は点ごとの和で、乗法はコーシー積あるいは畳み込み積、すなわちベキ級数
{\displaystyle \sum _{g\in G}f(g)x^{g}} with {\displaystyle x^{g}\cdot x^{h}=x^{g+h}}
として関数を見たときに自然な演算である。
f の K における付値 ν(f) は f の台の最小の元、すなわち f(g) が 0 でないような最小の Γ の元 g であると定義される。ν(f)≥0 であるような f は（K の 0 とともに）値群 Γ、付値ν、剰余体 k であるような K の部分環 D をなす。この構成は(Fuchs & Salce 2001, pp. 66–67)に詳しい。また、ベキ級数の代わりに多項式の商を使っている(Krull 1939)の構成に従っている。

## 支配と整閉包
付値環の単元すなわち可逆元は、x −1 が再び D の元であるような元 x である。D の他の元は、非単元と呼ばれるが、逆元をもたず、イデアル M をなす。このイデアルは D の（全順序な）イデアルの中で極大である。M は極大イデアルであるので、商環 D/M は体であり、D の剰余体（residue field）と呼ばれる。
一般に、次のとき局所環 {\displaystyle (S,{\mathfrak {m}}_{S})} は局所環 {\displaystyle (R,{\mathfrak {m}}_{R})} を支配すると言う。{\displaystyle S\supset R} かつ {\displaystyle {\mathfrak {m}}_{S}\cap R={\mathfrak {m}}_{R}}。言い換えれば、包含 {\displaystyle R\subset S} は局所射である。体 K におけるすべての局所環 {\displaystyle (A,{\mathfrak {p}})} はある K の付値環によって支配される。実際、A を含み {\displaystyle 1\not \in {\mathfrak {p}}R} であるような K のすべての部分環 R からなる集合は空でなく帰納的なので、ツォルンの補題によって極大元 {\displaystyle R} をもつ。R は付値環であると主張する。R は極大性によって{\displaystyle {\mathfrak {p}}R}を含む極大イデアルをもった局所環である。再び極大性によって整閉でもある。さて、{\displaystyle x\not \in R} であれば、極大性によって、{\displaystyle {\mathfrak {p}}R[x]=R[x]} でありしたがって次のように書ける。
{\displaystyle 1=r_{0}+r_{1}x+\cdots +r_{n}x^{n},\quad r_{i}\in {\mathfrak {p}}R}.
{\displaystyle 1-r_{0}} は単元であるので、このことは {\displaystyle x^{-1}} は R 上整であることを示しており、したがって R の元である。このことは R が付値環であることを示している。（構成によって極大イデアルは {\displaystyle {\mathfrak {p}}} を含むので R は A を支配する。）
体 K の局所環 R が付値環であることとそれが支配で順序を入れた K に含まれるすべての局所環からなる集合の極大元であることは同値である。これは上記から容易に従う。
A を体 K の部分環とし、{\displaystyle f:A\to k} を代数的閉体 k の中への環準同型とする。このとき f は、D を A を含む K のある付値環として、環準同型 {\displaystyle g:D\to k} に拡張する。（証明：{\displaystyle g:R\to k} を極大な拡張とする。これはツォルンの補題によって明らかに存在する。極大性によって、R は f の核を含む極大イデアルをもった局所環である。S が R を支配する局所環であれば、S は R 上代数的である。もしそうでないとすれば、{\displaystyle S} は g が拡張する多項式環 {\displaystyle R[x]} を含み、極大性に反する。{\displaystyle S/{\mathfrak {m}}_{S}} は {\displaystyle R/{\mathfrak {m}}_{R}} の代数的な体拡大であることが従う。したがって、{\displaystyle S\to S/{\mathfrak {m}}_{S}\hookrightarrow k} は g を拡張する。ゆえに S = R。）
体 K の部分環 R が K の付値環 D を含めば、定義 1 を確認することによって、R もまた K の付値環である。とくに、R は局所環であり、その極大イデアルは D のある素イデアルと交わる。{\displaystyle {\mathfrak {p}}} としよう。すると {\displaystyle R=D_{\mathfrak {p}}} である、なぜならば {\displaystyle R} は {\displaystyle D_{\mathfrak {p}}} を支配し、これはイデアルが全順序付けられているから付値環である。この考察は以下に含まれている。全単射な対応 {\displaystyle {\mathfrak {p}}\mapsto D_{\mathfrak {p}},\operatorname {Spec} (D)\to } D を含む K のすべての部分環の集合、が存在する。とくに、D は整閉であり、D のクルル次元は D を含む K の真の部分環たちの濃度である。
実は、整域 A の A の分数体 K における整閉包は A を含む K のすべての付値環の共通部分である。実際、付値環は整閉なので整閉包はその共通部分に含まれる。逆に、x を K の元だが A 上整でないとしよう。イデアル {\displaystyle x^{-1}A[x^{-1}]} は {\displaystyle A[x^{-1}]} でないので、それはある極大イデアル {\displaystyle {\mathfrak {p}}} に含まれる。すると {\displaystyle A[x^{-1}]} の {\displaystyle {\mathfrak {p}}} における局所化を支配する付値環 R が存在する。{\displaystyle x^{-1}\in {\mathfrak {m}}_{R}} であるので、{\displaystyle x\not \in R}。
支配は代数幾何学において使われる。X を体 k 上の代数多様体とする。このとき {\displaystyle k(X)} の付値環 R は、{\displaystyle R} が構造層の x における局所環 {\displaystyle {\mathcal {O}}_{x,X}} を支配するときに、"X 上に中心 x"をもつと言う。

## 付値環のイデアル
付値環のイデアルを値群によって記述することができる。
Γ を全順序アーベル群とする。Γ の部分集合 Δ は次のとき線分 (segment) と呼ばれる。空でなく、任意の α ∈ Δ に対し、-α と α の間にある（端点も含む）任意の元もまた Δ の元である。Γ の部分群は segment であり真部分群であるときに孤立部分群（isolated subgroup）と呼ばれる。
D を付値 v と値群 Γ をもった付値環とする。D の任意の部分集合 A に対して、{\displaystyle \Gamma _{A}} を {\displaystyle v(A-0)} と {\displaystyle -v(A-0)} の和集合の {\displaystyle \Gamma } における補集合とする。I が真のイデアルであれば、{\displaystyle \Gamma _{I}} は {\displaystyle \Gamma } の segment である。実際、写像 {\displaystyle I\mapsto \Gamma _{I}} は D の真のイデアルの集合と {\displaystyle \Gamma } の segment の集合の間の包含関係を逆にする全単射を定義する。この対応のもとで、D の 0 でない素イデアルは Γ の孤立部分群と全単射に対応する。
例：p-進整数環 {\displaystyle \mathbb {Z} _{p}} は値群 {\displaystyle \mathbb {Z} } をもつ付値環である。{\displaystyle \mathbb {Z} } の零部分群は唯一の極大イデアル {\displaystyle (p)\subset \mathbb {Z} _{p}} と対応し、群そのものは零イデアルと対応する。極大イデアルは {\displaystyle \mathbb {Z} } の唯一の孤立部分群である。
孤立部分群の集合は包含で全順序付けられている。Γ の高さ（height）あるいはランク（rank） r(Γ) は Γ の孤立部分群の集合の濃度と定義される。0でない素イデアルは全順序付けられており Γ の孤立部分群と対応するので、Γ の高さは Γ に付随する付値環 D のクルル次元と等しい。
最も重要なのは高さ 1 の場合である。これは Γ が実数のなす加法群（あるいは正の実数のなす乗法群）の部分群であることと同値である。高さ 1 の付値をもった付値環は超距離素点を定義する対応する絶対値をもつ。これの特別なケースはさきに言及された離散付値環である。
有理階数（rational rank） rr(Γ) は値群のアーベル群としての階数として定義される。
{\displaystyle \mathrm {dim} _{\mathbf {Q} }(\Gamma \otimes _{\mathbf {Z} }\mathbf {Q} )}

## 素点
このセクションの参考文献は Zariski–Samuel である。
体 K の素点（place）は、K の付値環 D から任意の {\displaystyle x\not \in D} に対して {\displaystyle p(1/x)=0} であるような体への環準同型 p である。素点の像は p の剰余体（residue field）と呼ばれる体である。例えば、カノニカルな写像 {\displaystyle D\to D/{\mathfrak {m}}_{D}} は素点である。
例：A をデデキント整域とし {\displaystyle {\mathfrak {p}}} を素イデアルとする。するとカノニカルな写像 {\displaystyle A_{\mathfrak {p}}\to k({\mathfrak {p}})} は素点である。
素点 p の付値環が素点 p' の付値環を含むとき、 p は p' に特殊化する（p specializes to p' ）と言い、{\displaystyle p\rightsquigarrow p'}と記す。代数幾何学においては、素イデアル {\displaystyle {\mathfrak {p}}} が {\displaystyle {\mathfrak {p}}'} の部分集合であるときに、{\displaystyle {\mathfrak {p}}} は {\displaystyle {\mathfrak {p}}'} に特殊化すると言う。この2つの概念は一致する。{\displaystyle p\rightsquigarrow p'} であることと p に対応する素イデアルがある付値環において p' に対応する素イデアルに特殊化することは同値である（{\displaystyle D\supset D'} が同じ体の付値環であれば、D は {\displaystyle D'} の素イデアルに対応することを思い出そう）。
次のことを証明できる。{\displaystyle p\rightsquigarrow p'} であれば、p の剰余体 {\displaystyle k(p)} のある素点 q に対して {\displaystyle p'=q\circ p|_{D'}} である。（{\displaystyle p(D')} は {\displaystyle k(p)} の付値環であることを確認し、q を対応する素点とすれば、あとは機械的である。）D が p の付値環であれば、そのクルル次元は p の p への特殊化以外の特殊化の濃度である。したがって、体 k 上の体 K の付値環 D をもった任意の素点 p に対し、以下が成り立つ。
{\displaystyle \operatorname {tr.deg} _{k}k(p)+\dim D\leq \operatorname {tr.deg} _{k}K}.
p が素点で A が p の付値環の部分環であれば、{\displaystyle \operatorname {ker} (p)\cap A} は A における p の中心（center）と呼ばれる。